# Lapieite
La lapieite è un minerale appartenente al gruppo omonimo.